# Antôn thành Lisboa
Antôn thành Lisboa (tiếng Bồ Đào Nha: António de Lisboa hay Antôn thành Pađôva (tiếng Ý: Antonio di Padova, 15 tháng 8 năm 1195 - 13 tháng 6 năm 1231) là một linh mục Công giáo người Bồ Đào Nha và là tu sĩ Dòng Phanxicô. Ông sinh ra và lớn lên trong một gia đình giàu có ở Lisboa, Bồ Đào Nha nhưng mất tại Pađôva, Ý. Với kiến thức chuyên sâu về Kinh Thánh, ông đã rao giảng mạnh mẽ về đức tin Kitô giáo cho người người đương thời. Chính vì thế, ông được tuyên thánh rất sớm sau khi qua đời, vào ngày 30 tháng 5 năm 1232, bởi Đức Giáo hoàng Grêgôriô IX và được Giáo hội Công giáo Rôma phong làm tiến sĩ Hội thánh, vào ngày 16 tháng 1 năm 1946, bởi Đức Giáo hoàng Piô XII.

## Tiểu sử
Antôn tên khai sinh là Bulhões de Fernando Martins, sinh năm 1195 tại Lisboa, Bồ Đào Nha, cha là hiệp sĩ và viên chức tại triều đình của Afonso II của Bồ Đào Nha. Fernado được gởi đi học trường nhà thờ chính tòa tại Lisbon. Năm 15 tuổi, ông gia nhập Dòng Kinh sĩ Thánh Giá tại Tu viện thánh Vinh Sơn thành Saragossa, ngoại ô Lisbon.
Sau hai năm tại nhà dòng, ông xin được chuyển về Coimbra, vì chỗ ở cũ gần nhà nên bạn bè đến thăm ông quá đông. Ở Tu viện Coimna có một trường dạy Thánh Kinh rất danh tiếng. Tám năm ở Coimbra, Fernado nỗ lực học và đã trở thành một học giả sâu sắc về thần học và kinh thánh. Ông đã được bề trên cho lãnh nhận sứ vụ linh mục.
Do Fernado thích sống chiêm niệm, sống khắc khổ, khiêm tốn, nên ông ông muốn được đi truyền giáo và mong muốn được tử vì đạo, chính vì thế ông xin gia nhập Dòng Anh Em Hèn Mọn vào năm 1220. Nhà dòng đặt tên ông là António (phiên âm Việt là Antôn) và chấp thuận cho ông tới Maroc để truyền giáo cho thổ dân Sarrasins ở châu Phi. Nhưng khi ông vừa tới châu Phi thì ngã bệnh nặng và phải quay trở về chữa bệnh. Trên đường về lại quê hương, tàu của ông bị bão đánh dạt vào đảo Sicily của Ý. Ông tới cư ngụ tại nhà Dòng ở Monte Paulo..
Nhờ tài lợi khẩu và gương sáng đạo đức, ông được các bề trên tin tưởng, tín nhiệm sai đi giảng khắp nơi và lo công việc đào tạo, giáo dục các tu sĩ trong Dòng.
Ngày 13 tháng 6 năm 1231, Antôn từ trần ở Arcella, Padova, nước Ý khi ông ba mươi sáu tuổi. Chỉ một năm sau, ông đã được Giáo hoàng Grêgôriô IX phong thánh. Năm 1946, Giáo hoàng Piô XII tôn ông làm tiến sĩ Hội Thánh.

## Tính cách
Antôn là một người người làm việc không biết mệt mỏi. Ông thường được nhiều người ta gán cho tên "Hòm Bia giao ước" hoặc "Cái búa của bọn lạc giáo".
Ông thường mạnh mẽ chống lại sự yếu đuối và thái độ bài trừ tri thức của hàng tu sĩ dòng Phan-xi-cô Anh Em Hèn Mọn. Nhờ tài hùng biện và sự quyết đoán để cho các tu sĩ dòng Anh Em Hèn Mọn tiếp cận với thần học. Phanxicô thành Assisi đã viết cho ông một lá thư chấp thuận để ông "giảng dạy thần học cho các huynh đệ".

### Biến cố thay đổi cuộc sống
Một lần nọ, với nhiệm vụ tiếp khách, ông săn sóc cho 5 tu sĩ Phanxicô đang trên đường tới Maroc. Sau này, họ bị tàn sát dã man và thi hài họ được đưa về Coimbra để tổ chức quốc táng. Fernado mong ước hiến đời mình cho công việc truyền giáo giống như những tu sĩ Phanxicô vậy. Năm 1221, ông gặp Phanxicô thành Assisi, ít lâu sau ông được gởi tới viện tế bần ở Forli gần Emilia để làm những công việc khiêm hạ.

## Giai thoại
- Tại Bourges, người ta ghi lại một phép lạ lừng danh về một con lừa thờ lạy. Một người Do Thái không tin phép Bí tích Thánh Thể, Antôn nói:" Nếu con lừa ông cưỡi mà quỳ xuống và thờ lạy Chúa ẩn mình dưới hình bánh thì ông có tin không?". Người Do Thái nhận lời thách thức. Hai ngày ông ta không cho lừa ăn rồi dẫn tới chỗ họp chợ, giữa một bên là lúa mạch và bên kia Antôn kiệu Mình Thánh Chúa đi qua, con vật quên đói quay sang thờ lạy Mình Thánh.[3]
- Trong một lễ nghi phong chức ở Forli nhà giảng thuyết vắng mặt. Không ai dám thay thế. Linh mục giám tỉnh truyền cho Antôn lên toà giảng. Antôn làm cho khán giả kinh ngạc. Người ta thấy ngay trước được rằng ông là một nhà giảng thuyết bậc nhất. Hiệu quả tức thời là ông được chỉ định làm nhà giảng thuyết trong cả Atalia. Đây là một thời mà Giáo hội Công giáo cần đến những nhà giảng thuyết hơn bao giờ hết để chống lại các lạc thuyết. Kể từ đó ông du hành không ngừng bước từ miền nam nước Ý tới miền Bắc nước Pháp, hiến trọn thời gian và năng lực cho việc giảng dạy. Sự đáp ứng của dân chúng đã khích lệ ông nhiều, các nhà thờ không đủ chỗ cho người đến nghe. Người ta phải làm bục cho ông đứng ngoài cửa. Nhưng rồi đường phố và quảng trường đã lại chật hẹp và người ta lại phải mang bục ra khỏi thành phố tới những cánh đồng hay sườn đồi, nơi có thể dung nạp đến những 40.000 người đến nghe ông thuyết giảng.[4]